# Chatham-Kent
Chatham-Kent, formellt Municipality of Chatham-Kent, är en kommun (single-tier municipality) i Kanada. Den ligger i provinsen Ontario, i den sydöstra delen av landet, 600 km sydväst om huvudstaden Ottawa. Antalet invånare vid folkräkningen 2016 var 101 647 i kommunen och 102 042 i folkräkningsområdet (census division), som även omfattar indianreservatet Moravian 47. Arean är 2 458 respektive 2 471 kvadratkilometer.